# Eilema triplaiola
Eilema triplaiola är en fjärilsart som beskrevs av George Thomas Bethune-Baker 1911. Eilema triplaiola ingår i släktet Eilema och familjen björnspinnare. Inga underarter finns listade i Catalogue of Life.